# Polycarpa conchilega
Polycarpa conchilega is een zakpijpensoort uit de familie van de Styelidae. De wetenschappelijke naam van de soort is voor het eerst geldig gepubliceerd in 1822 door Fleming.